# Rémi Dekoninck
 (mars 2019).
Si vous disposez d'ouvrages ou d'articles de référence ou si vous connaissez des sites web de qualité traitant du thème abordé ici, merci de compléter l'article en donnant les références utiles à sa vérifiabilité et en les liant à la section « Notes et références ».
Rémi Dekoninck est un écrivain belge spécialisé dans les livres-jeux, il est l'auteur de la série Les Chroniques d'Hamalron, publié chez Alkonost et Mégara Entertainment.

### Série Les Chroniques d'Hamalron
1. Le Royaume de la discorde, illustrations d'Olivier Raynaud, juillet 2017,  (ISBN 9791097577001).
2. La Cité des Proscrits, illustrations d'Olivier Raynaud, décembre 2017,  (ISBN 9791097577018).

## Sources et références
- Notices d'autorité :   - VIAF
  - ISNI
  - BnF (données)